# Scottish Claymores
Stade
Maillots
Champion IV (1996)
Les Scottish Claymores furent une franchise écossaise de football américain basée à Glasgow et Édimbourg. Cette formation qui évolue dans les stades Hampden Park (52 063 places) et Murrayfield Stadium (67 800 places) fut fondée en 1995.
La franchise est appelée Scotland dans certains tableaux de résultats, son nom officiel étant Scottish Claymores.

## Palmarès
- Champion de la NFL Europe : 1996
- Vice-champion de la NFL Europe : 2000